# おこめ (学校放送)
『おこめ』は、2001年4月12日から2009年3月11日までNHK教育テレビジョンで放送されていた小学生向けの学校放送（教科：総合的な学習の時間）である。

## 概要
日本人の主食である米について解説していた番組で、米作りから誕生した日本の文化と風習、そして日本の現代社会が抱える問題などにも触れていた。ナレーターはTARAKOが務めていた。
2000年8月7日にパイロット版が放送。
番組は当初からステレオ放送を行っていた。2002年度からは、それに加えて字幕放送も実施していた。当初は小学校5・6年生を対象にした番組だったが、2005年度からは3・4・5・6年生が対象になっていた。

## 放送時間
いずれも日本標準時、別の時間帯での再放送あり。
| 期間                          | 放送時間                                                      |
| ----------------------------- | ------------------------------------------------------------- |
| 2001年4月12日 - 2002年3月14日 | 木曜日 10:00 - 10:15                                          |
| 2002年4月9日 - 2003年3月18日  | 火曜日 10:45 - 11:00                                          |
| 2003年4月8日 - 2005年3月15日  | 火曜日 11:00 - 11:15                                          |
| 2005年4月4日 - 2006年3月13日  | 月曜日 11:00 - 11:15                                          |
| 2006年4月10日 - 2007年3月5日  | 月曜日 11:15 - 11:30 この期間中のみ『南極』と隔週交替で放送。 |
| 2007年4月12日 - 2008年3月13日 | 木曜日 10:45 - 11:00                                          |
| 2008年4月9日 - 2009年3月11日  | 水曜日 10:45 - 11:00                                          |

## 放送リスト
- 表中の「03」「04」「05」はそれぞれ2003年度、2004年度、2005年度における再放送を、各タイトルの右側の数字はそれぞれの年度における再放送が「第○回」に放送されたことを示す。
- 2006年度からは、2005年度放送分の再放送を行っていた。

| 回 | 初回放送日     | タイトル               | 03 | 04 | 05 |
| -- | -------------- | ---------------------- | -- | -- | -- |
| 1  | 2001年4月12日  | おこめの一生           | 1  | 1  | 1  |
| 2  | 2001年4月26日  | 世界のこめ作り         | 17 | 7  | 7  |
| 3  | 2001年5月17日  | ヒトとこめの出会い     |    |    |    |
| 4  | 2001年5月31日  | たんぼを作ろう         | 2  | 2  | 2  |
| 5  | 2001年6月14日  | 水はたんぼの生命線     |    |    |    |
| 6  | 2001年6月28日  | たんぼの生きもの       |    |    |    |
| 7  | 2001年7月12日  | 害虫とのたたかい       |    |    |    |
| 8  | 2001年8月30日  | こめ作りの歴史         |    |    |    |
| 9  | 2001年9月20日  | 品質改良の道のり       |    |    | 16 |
| 10 | 2001年10月4日  | こめとまつりの深い関係 |    |    |    |
| 11 | 2001年10月18日 | 楽しい収穫             | 8  | 9  | 9  |
| 12 | 2001年11月1日  | こめを食べよう         | 10 | 11 | 11 |
| 13 | 2001年11月15日 | 世界のこめ料理         |    | 15 | 15 |
| 14 | 2001年11月29日 | 生きものたちの冬じたく |    |    |    |
| 15 | 2001年12月13日 | おもちをつこう         |    |    |    |
| 16 | 2002年1月10日  | たんぼが消えていく     |    |    |    |
| 17 | 2002年1月24日  | 私たちのたべものは？   | 7  | 18 | 19 |
| 18 | 2002年2月7日   | ある農家の挑戦         |    |    |    |
| 19 | 2002年2月21日  | こめは地球を救う？     |    |    |    |
| 20 | 2002年3月7日   | 私たちの未来とおこめ   |    |    |    |

| 回 | 初回放送日     | タイトル                     | 04 | 05 |
| -- | -------------- | ---------------------------- | -- | -- |
| 3  | 2003年5月13日  | 日本人とおこめ               | 3  | 3  |
| 4  | 2003年5月27日  | 農薬を使わないこめ作り       | 4  | 4  |
| 5  | 2003年6月10日  | 農薬なしではやっていけない！ | 5  | 5  |
| 6  | 2003年6月24日  | 都市の農家の風景             | 19 | 20 |
| 9  | 2003年9月16日  | おこめとまつり               | 12 | 12 |
| 11 | 2003年10月14日 | 現代おこめ事情               | 17 | 18 |
| 12 | 2003年10月28日 | 日本のこめ料理 おにぎり！    | 13 | 13 |
| 13 | 2003年11月11日 | アジアのこめ料理             | 14 | 14 |
| 14 | 2003年11月25日 | 安全な食料とは               | 16 | 17 |
| 15 | 2003年12月9日  | 田んぼのある風景             | 6  | 6  |
| 16 | 2004年1月6日   | たくさんおこめをとるために   | 8  | 8  |
| 18 | 2004年2月10日  | おこめ学習（1）              |    |    |
| 19 | 2004年2月24日  | おこめ学習（2）              |    |    |
| 20 | 2004年3月9日   | みんなの「おこめ白書」       | 20 |    |

| 回 | 初回放送日    | タイトル         | 05 |
| -- | ------------- | ---------------- | -- |
| 10 | 2004年9月28日 | 冷害をのりこえて | 10 |